# 業餘無線電之日
業餘無線電之日（日語：アマチュア無線の日）是日本的一個節日，1973年開始由日本業餘無線電聯盟所實施，訂定於每年的7月29日。

## 歷史
1941年12月8日太平洋戰爭爆發，業餘無線電隨即被官方禁止，直到戰爭結束後的1952年7月29日，日本全國在戰後首次向30個單位發出相關的許可證明。之後為了紀念，因而訂定7月29日為「業餘無線電之日」。